# Geranomyia hakoneana
Geranomyia hakoneana är en tvåvingeart som först beskrevs av Alexander 1955.  Geranomyia hakoneana ingår i släktet Geranomyia och familjen småharkrankar. Inga underarter finns listade i Catalogue of Life.